# Erica nubigena
Erica nubigena är en ljungväxtart som beskrevs av Harry Bolus. Erica nubigena ingår i släktet klockljungssläktet, och familjen ljungväxter. Inga underarter finns listade i Catalogue of Life.